# 格羅比尼亞市鎮
格羅比尼亞市鎮，曾是拉脫維亞的一個市鎮，設立於2009年。位於該國西部，人口10220人，面積490.2平方公里，人口密度約21人/km2。
2021年7月1日，格羅比尼亞市鎮与其它市镇一起合并为南库尔泽梅市镇。